# Famille Shigeyama
La famille Shigeyama est une lignée d'acteurs de kyôgen, représentant l'école Ôkura, l'une des deux grandes écoles existant aujourd'hui (l'autre étant Izumi).
Basée à Kyōto, le répertoire familial comporte bien sûr des kyôgen classiques mais également des créations contemporaines. La dynastie Shigeyama joue aussi bien au Japon que dans le reste du monde.

## Un art qui se transmet de génération en génération
Le kyogen fait partie de l'histoire de la famille Shigeyama depuis plus de 400 ans. 
Les Shigeyama sont des acteurs de Kyogen de l'école Okura. Ils sont originaires de la ville de Kyoto.
Loin de ne présenter à leur public que des pièces de kyogen classiques, ils ont décidé d'élargir leur registre en y associant d'autres arts (poésie, etc.). Ils sont ainsi actifs dans de nombreux domaines liés au kyogen, au Kabuki ou encore à l'Opéra que ce soit en tant qu'acteur ou que producteur.

## Une reconnaissance nationale...
La famille Shigeyama est reconnue au Japon pour l'excellence de ses représentations.
Ils ont reçu de nombreuses récompenses de la ville de Kyoto mais aussi du gouvernement japonais.
C'est ainsi que Shigeyama Sensaku, considéré au Japon comme un « trésor national vivant du Japon », a reçu des mains de l'Empereur le Bunka Kunsho Award, distinction qui récompense les  plus grands acteurs culturels japonais.

## ... pour un art qui dépasse les frontières.
La famille Shigeyama, et plus particulièrement la nouvelle génération d'acteurs, s'est fixé pour but de faire connaître le théâtre Kyogen à l'étranger que ce soit par des représentations ou par des conférences.
Ils ont ainsi déjà joué plusieurs fois en France notamment à Paris à la Maison de la culture du Japon à Paris (MCJP) ou encore au Théâtre du Soleil, au Théâtre du Temps, ou à l'Espace Pierre Cardin.

## La nouvelle génération
Les plus jeunes membres de la famille Shigeyama ont formé une troupe appelée Hanagata Kyogenkai. Avec notamment à leur tête  Shigeyama Ippei, ces jeunes acteurs ont pour but de promouvoir leur art en dehors des frontières japonaises.
Shigeyama Ippei souhaite en effet "créer un lien via la culture".